# Civitella Paganico
Civitella Paganico è un comune italiano sparso di 2 933 abitanti della provincia di Grosseto in Toscana. Nato dall'unione di varie precedenti frazioni, ha come sede municipale Civitella Marittima.

## Geografia fisica

### Territorio
Il territorio comunale di Civitella Paganico si estende lungo la Valle dell'Ombrone, nella parte settentrionale della provincia di Grosseto. Confina a nord con i comuni di Monticiano e Murlo e la provincia di Siena, a est con il comune di Montalcino e la medesima provincia di Siena, a sud-est con il comune di Cinigiano, a sud con il comune di Campagnatico e a ovest con il comune di Roccastrada.
Il territorio comunale si estende dalle quote pianeggianti lungo il corso del fiume Ombrone (65 metri s.l.m. presso Paganico), fino alle quote collinari che interessano quasi tutto il resto del territorio, raggiungendo i 481 metri s.l.m. nella frazione di Casale di Pari, che tra i centri abitati risulta quello situato alla quota più elevata.
- Classificazione sismica: zona 3 (sismicità medio-bassa), Ordinanza PCM 3274 del 20/03/2003

### Clima
In base ai dati medi disponibili per il trentennio 1951-1980, di seguito riportati nella tabella, per tre stazioni meteorologiche situate all'interno del territorio comunale, la temperatura media annua si aggira dai 13,6 °C alla quota di 363 metri s.l.m. di Pari ai 14,7 °C alla quota di 71-76 metri s.l.m. di Paganico e Monte Antico. Le precipitazioni medie annue sono influenzate, anche alle quote pianeggianti, dalla presenza dei numerosi e vicini rilievi collinari, risultando mediamente comprese tra gli 828 mm di Monte Antico e i 927 mm di Pari, passando dagli 873 mm di Paganico.
I 1 979 gradi giorno registrati a Civitella Marittima includono l'intero territorio comunale di Civitella Paganico in zona D, consentendo l'accensione degli impianti di riscaldamento per un massimo di 12 ore giornaliere nel periodo 1º novembre-15 aprile.
| Località     | altitudine       | temperatura media annua | precipitazioni medie annue | media di riferimento |
| ------------ | ---------------- | ----------------------- | -------------------------- | -------------------- |
| Pari         | 363 metri s.l.m. | 13,6 °C                 | 927 mm                     | 1951-1980            |
| Monte Antico | 76 metri s.l.m.  | 14,7 °C                 | 828 mm                     | 1951-1980            |
| Paganico     | 71 metri s.l.m.  | 14,7 °C                 | 873 mm                     | 1951-1980            |

- Classificazione climatica: zona D, 1 979 GG
- Diffusività atmosferica: alta, Ibimet CNR 2002

## Storia
Il territorio era stato occupato nell'antichità da diversi piccoli centri etruschi di fase villanoviana e poi orientalizzante, passati quindi sotto il dominio romano. Dopo la caduta dell'Impero romano d'Occidente le terre non furono più coltivate e la valle dell'Ombrone si era andata impaludando. Con i Longobardi si ebbe una nuova occupazione del territorio, che passò quindi sotto il dominio feudale degli Ardengheschi e a vari signori locali. Venne quindi in possesso in varie fasi del Comune di Siena e con questa passò alla metà del XVI secolo al Granducato di Toscana.
Nel 1926 il comune di Pari (comprendente anche Casale di Pari e resosi autonomo dal comune di Campagnatico nel 1920) fu aggregato a quello di Paganico, comprendente anche Civitella Marittima, e il 5 febbraio del 1928 venne creato il nuovo comune che prese il nome di Civitella Paganico.
Negli anni della seconda guerra mondiale, tra il 1940 e il 1943, furono internati a Pari (nel comune di Civitella) una ventina di profughi ebrei (incluse famiglie con bambini). Dopo l'8 settembre 1943, con l'occupazione tedesca, la situazione divenne drammatica per il pericolo di deportazione. Per loro "si mobilitò con una partecipazione corale il paese, riuscendo a nascondere tutti i 20 internati nella macchia, dove ebbero cibo e assistenza fino alla fine della guerra". Passato il fronte, già ai primi di agosto 1944 il sindaco di Civitella si adoperò per il ripristino del sussidio statale per gli ebrei, fino alla loro partenza a fine mese, con destinazione Roma. Alcuni torneranno poi, "per ringraziare tutto il paese".

### Simboli
Lo stemma e il gonfalone sono stati concessi con decreto del presidente della Repubblica del 21 marzo 1956.
Il gonfalone è un drappo di azzurro.

## Monumenti e luoghi d'interesse

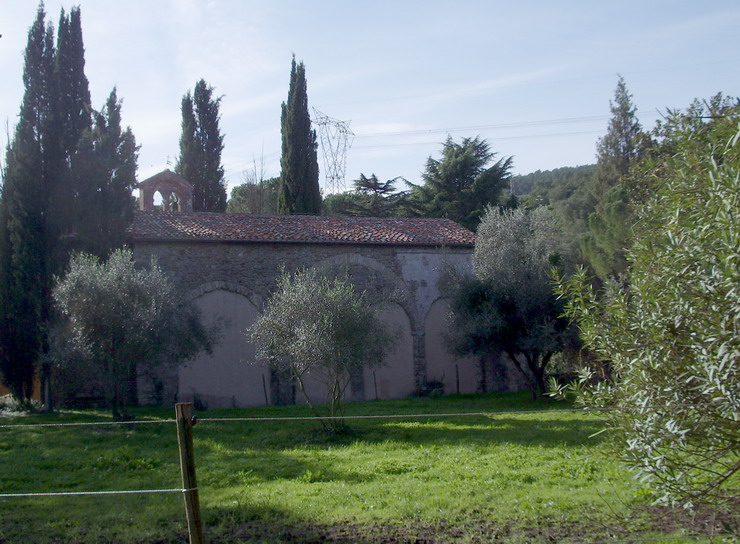
Abbazia di San Lorenzo al Lanzo.

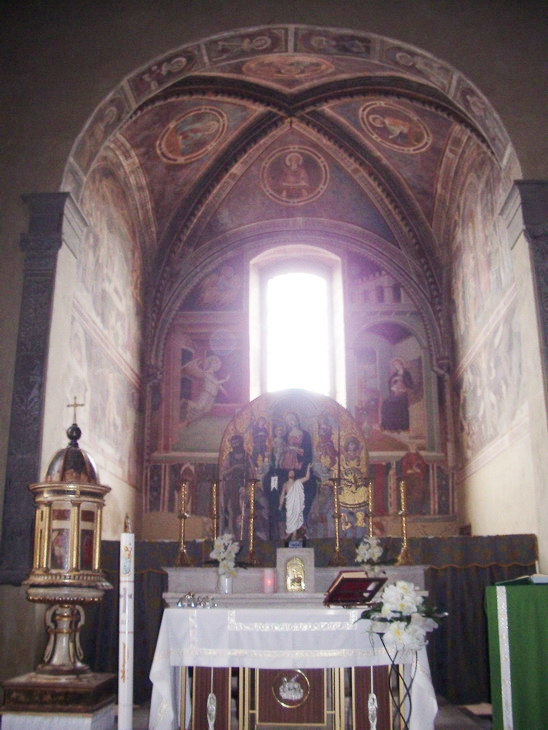
Affreschi nella chiesa di San Michele a Paganico.

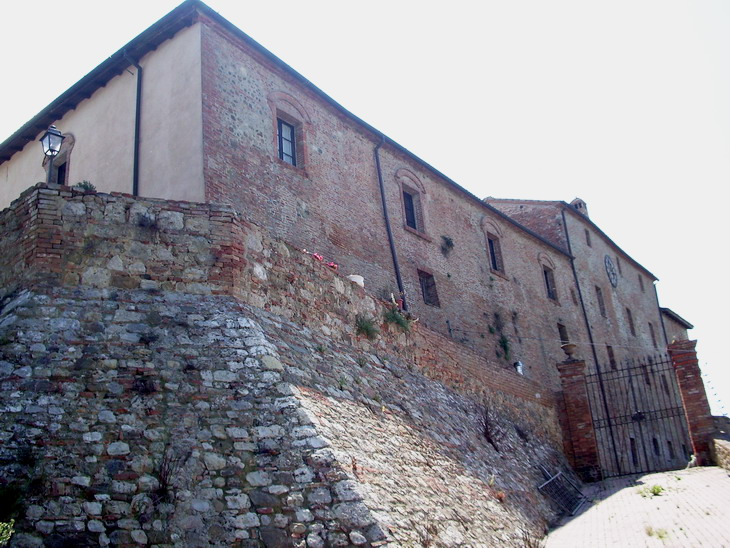
Castello di Monte Antico.

### Architetture religiose

#### Chiese parrocchiali
- Chiesa di Santa Maria in Montibus a Civitella Marittima
- Chiesa di San Donato a Casale di Pari
- Chiesa di San Tommaso a Monte Antico
- Chiesa di San Michele arcangelo a Paganico
- Chiesa di San Biagio a Pari

#### Chiese minori
- Chiesa di San Materno a Civitella Marittima
- Oratorio della Misericordia a Civitella Marittima
- Pieve di Santa Maria de' Monti: ruderi
- Chiesa di Maria Bambina a Dogana
- Chiesa di San Tommaso Apostolo a Monte Antico
- Chiesa della Madonna delle Febbri, in località Poggiarello, nei pressi di Paganico
- Oratorio di Santa Croce a Pari
- Chiesa di San Giovanni Battista presso il castello di Casenovole
- Chiesa di Pietratonda, presso l'omonimo borgo minerario

#### Abbazie
- Abbazia di San Lorenzo al Lanzo, nota anche come Badia Ardenghesca, nei dintorni di Civitella Marittima

#### Cappelle
- Cappella dell'Aratrice, presso l'omonima località rurale
- Cappella di Sant'Antonio abate, presso la fattoria di Monteverdi

#### Chiese scomparse
- Chiesa di San Donato a Cortecchio, in località San Donato nei pressi di Casale di Pari: scomparsa
- Eremo di Sant'Antonio in Valdaspra, nei pressi di Casale di Pari: scomparso
- Pieve di San Giovanni Battista ad Ancaiano a Monte Antico: scomparsa
- Pieve di San Giorgio in Valoria, nei dintorni di Pari: scomparsa
- Chiesa di San Giorgio a Monteverdi: scomparsa
- Chiesa di San Bartolomeo a Lampugnano, presso l'omonima località: scomparsa
- Pieve di San Giovanni Battista a Montecodano, presso la località di Montecuriano: scomparsa

### Architetture civili
- Palazzo Pretorio, Paganico
- Palazzo del vecchio ospedale, Paganico
- Residenza dei Vescovi, Casale di Pari
- Ponte medievale diruto sul fiume Ombrone
- Pozzo di Civitella Marittima
- Pozzo di piazza della Chiesa, Pari
- Pozzo di piazza Castelfidardo, Pari
- Centro Caccia di Bagnolo, edificio di architettura contemporanea realizzato nel 1971 dall'architetto Mario Luzzetti per volere della Lloyd Adriatica Assicurazione[11]
- Hotel Terme di Petriolo, struttura di interesse architettonico realizzata da Luzzetti nel 1972[12]

### Architetture militari

#### Cinte murarie
- Mura di Civitella Marittima
- Mura di Paganico
- Mura di Pari

#### Castelli e fortificazioni
- Cassero Senese di Paganico
- Castello di Casenovole
- Castello di Monte Antico
- Castellaraccio di Monteverdi

### Siti archeologici d'interesse
- Necropoli etrusco-ellenistica di Casenovole
- Vicus di Podere Cannicci
- Villa romana di Pietratonda
- Villa romana di Dogana

### Aree naturali
- Terme di Petriolo, situate ai confini comunali nelle acque del fiume Farma, che segna il limite tra le province di Grosseto e Siena.
- Laghi di Pietratonda, area composta da due piccoli laghetti e da un grande lago situata nell'omonima località ad est di Paganico lungo la strada per Montorsaio.

## Società

### Evoluzione demografica
Abitanti censiti

### Distribuzione degli abitanti
| Frazioni                        | Abitanti (2011) | Altitudine |
| ------------------------------- | --------------- | ---------- |
| Paganico                        | 961             | 65         |
| Civitella Marittima (capoluogo) | 529             | 329        |
| Casale di Pari                  | 184             | 458        |
| Pari                            | 177             | 377        |
| Dogana                          | 25              | 206        |
| Monte Antico                    | 22              | 77         |
| Altre località                  | 1 238           | -          |

### Etnie e minoranze straniere
Secondo i dati ISTAT al 31 dicembre 2009 la popolazione straniera residente era di 446 persone. Le nazionalità maggiormente rappresentate in base alla loro percentuale sul totale della popolazione residente erano:
- Romania, 118 - 3,68%
- Marocco, 65 - 2,03%
- Macedonia del Nord, 54 - 1,68%
- Albania, 46 - 1,44%

## Cultura

### Cucina
- Anacino, tipico biscotto salato con aroma di anaci originario della frazione di Pari.
- Biscotto con l'Unto, tipico delle frazioni di Civitella Marittima e Paganico.
- Ciaccino, tipico dolce delle festività del 1º novembre e del 2 novembre, che ha avuto l'origine culinaria nella frazione di Civitella Marittima.

## Geografia antropica

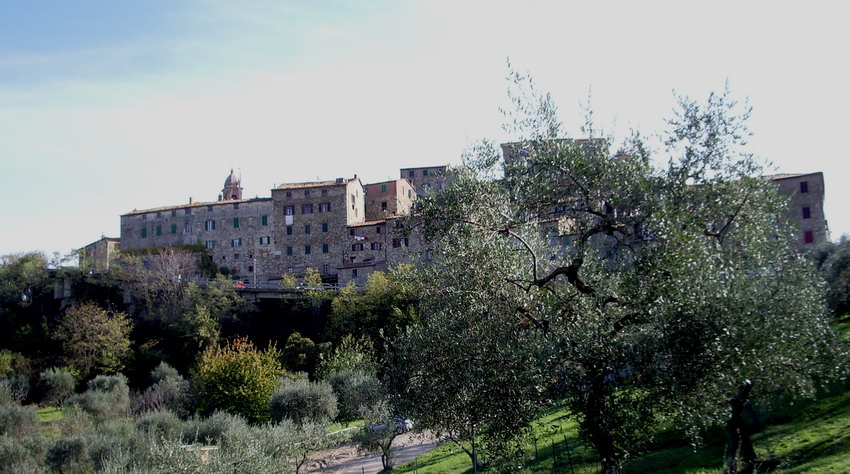
Veduta panoramica di Pari

### Frazioni
- Casale di Pari, o Casal di Pari, è un piccolo borgo rurale, probabilmente originario del XII secolo.
- Civitella Marittima, sede del municipio, si trova su un'altura a nord di Paganico. Sede di un antico insediamento etrusco, sorto come borgo intorno all'anno 1000, conserva le mura medioevali e alcuni palazzi e chiese edificati a partire dal XV secolo.
- Dogana, piccolo centro rurale in collina situato sulla vecchia provinciale Grosseto-Siena. Il centro del paese è la moderna chiesa, circondata da abitazioni immerse in campi coltivati e oliveti.
- Monte Antico, sorto in posizione dominante sulla valle dell'Ombrone prima dell'anno mille come possedimento degli Ardengheschi, è situato in un importante nodo ferroviario.
- Paganico, sorto per volontà di Siena alla fine del XIII secolo, conserva gran parte delle mura e la chiesa di San Michele Arcangelo, con un ciclo di affreschi trecenteschi di scuola senese.
- Pari, borgo con caratteristico aspetto medioevale, fu brevemente comune autonomo (1806-1815 e 1920-1926).

Sono da ricordare le località ed agglomerati rurali di Aratrice, Bagnolo, Campo al Pero, Casalmaggiore, Casenovole, Fercole, Leccio, Monteverdi, Petriolo e Pietratonda.

## Economia
Nel comune di Civitella Paganico, presso la località di Aratrice, ha sede la Nannoni Grappe, nota azienda a carattere artigianale specializzata nel settore della distillazione degli alcolici, fondata da Gioacchino Nannoni nei primi anni settanta.

## Infrastrutture e trasporti

### Strade
- Strada statale 223 di Paganico
- E78 Grosseto-Fano

### Ferrovie
- Stazione di Civitella Paganico
- Stazione di Monte Antico
- Ferrovia Grosseto-Siena

## Amministrazione
| Periodo | Periodo   | Primo cittadino   | Partito         | Carica  | Note |
| ------- | --------- | ----------------- | --------------- | ------- | ---- |
| 1985    | 1990      | Fosco Monaci      | PSI             | Sindaco |      |
| 1990    | 2004      | Loris Petri       | DC-PPI-Ind.     | Sindaco |      |
| 2004    | 2014      | Paolo Fratini     | centro-sinistra | Sindaco |      |
| 2014    | in carica | Alessandra Biondi | centro-sinistra | Sindaco |      |

## Sport

### Calcio
La principale società calcistica del comune è l'U.S.D. Paganico 1957 che milita nel girone F di Prima Categoria.